# Франческа Конті
Франческа Конті (італ. Francesca Conti, 21 травня 1972) — італійська ватерполістка.
Олімпійська чемпіонка 2004 року.
Чемпіонка світу з водних видів спорту 1998, 2001 років, призерка 2003 року.